# Großsteingrab Liepen 10

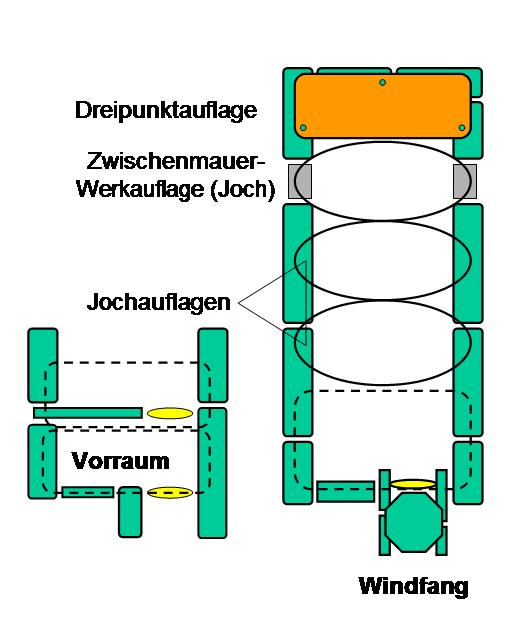
Großdolmentypen

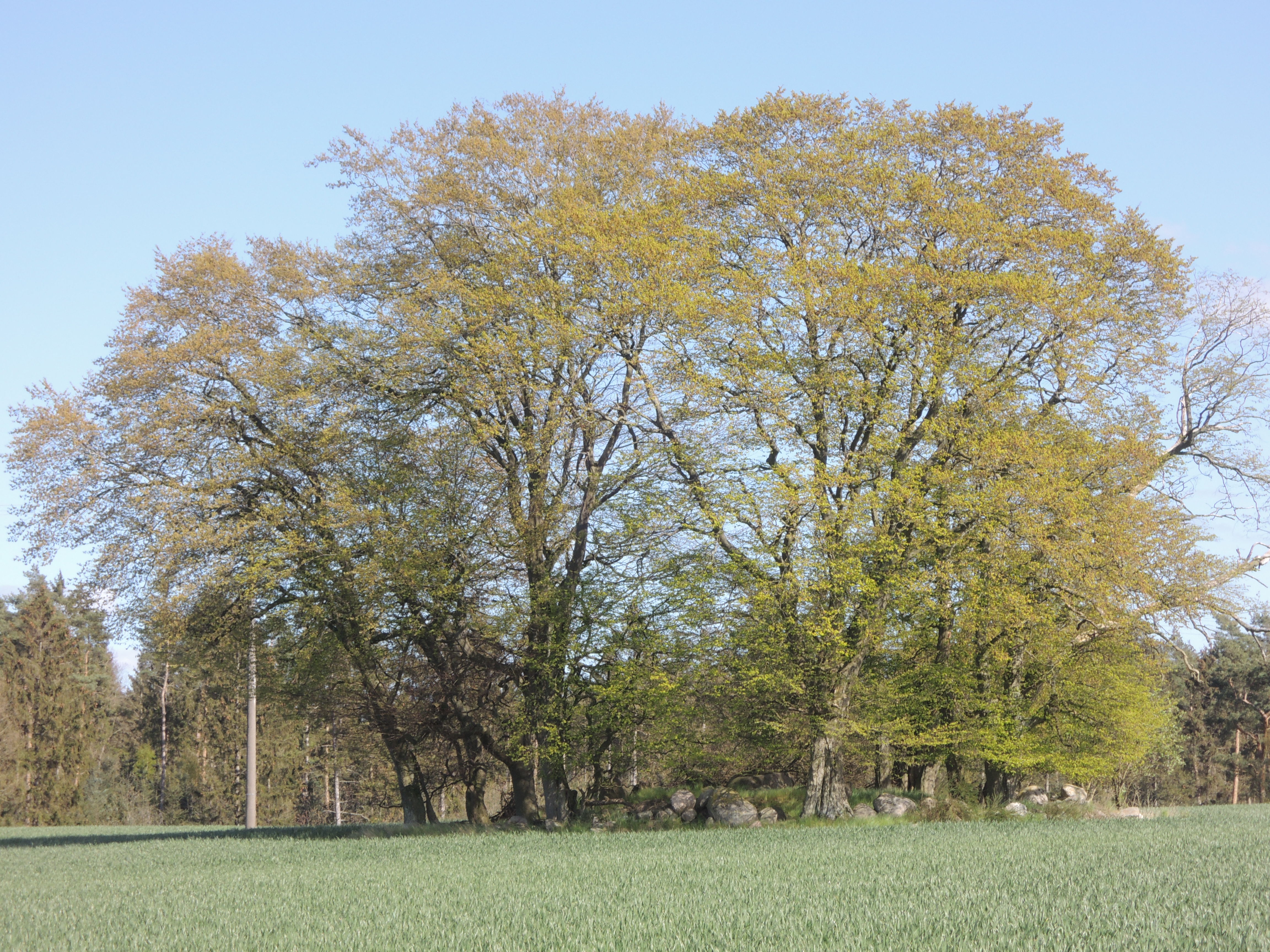
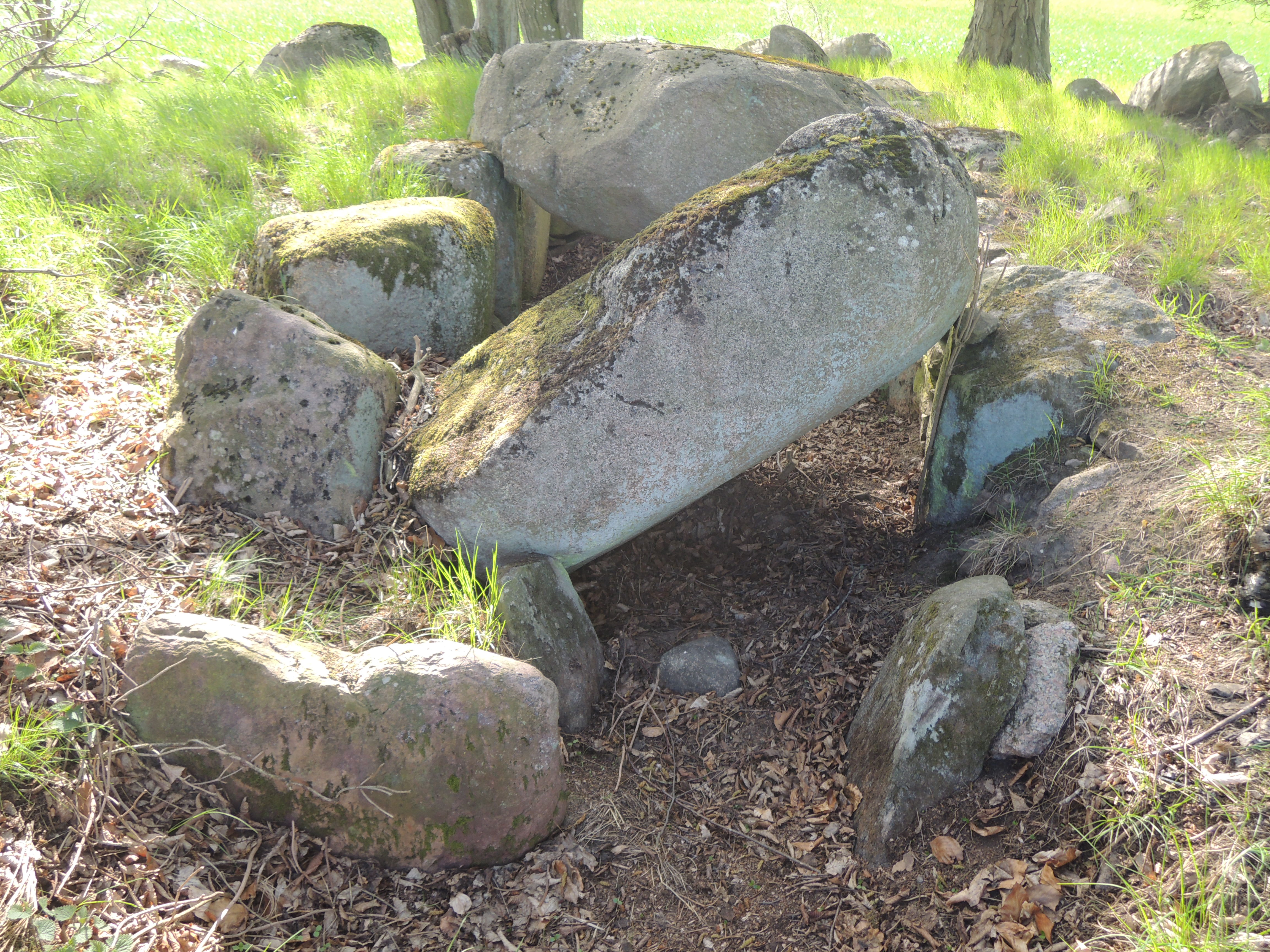
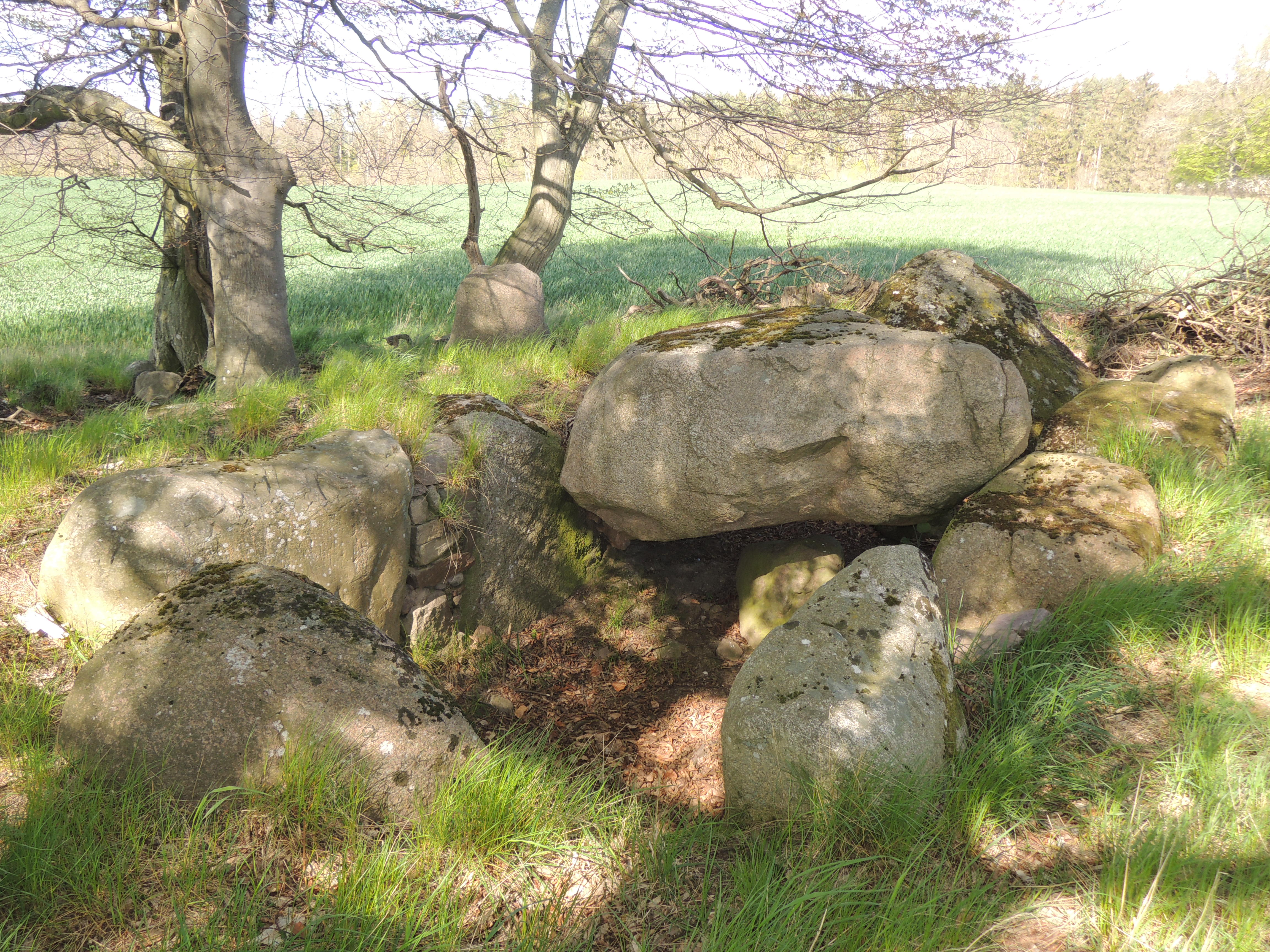
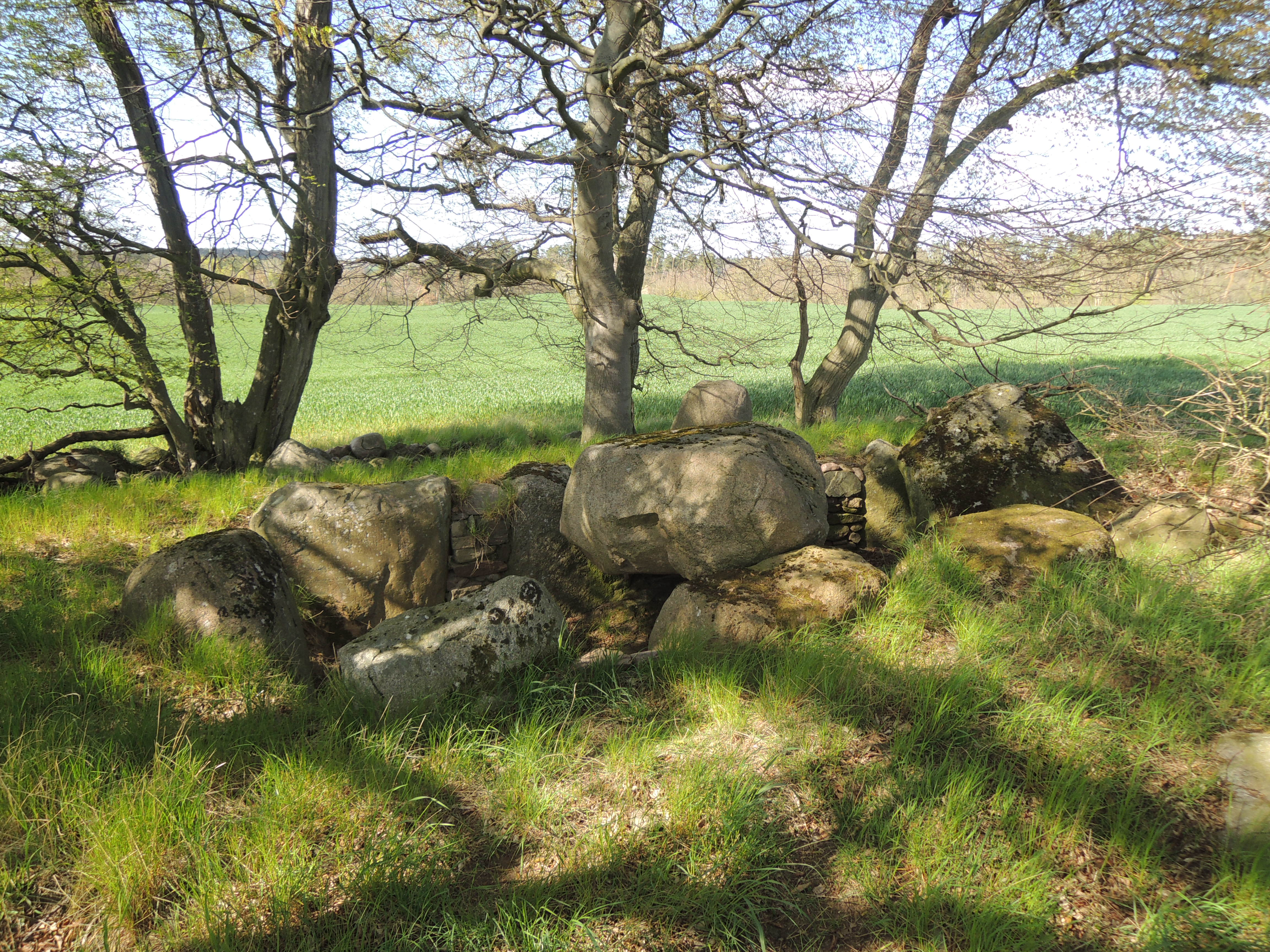

Das Großsteingrab Liepen 10 ist ein Ost-West-orientierter, 1965 von Ewald Schuldt ausgegrabener und rekonstruierter Großdolmen im kurzen Hünenbett, mit der Sprockhoff-Nr. 357. Er liegt auf dem Gebiet der Gemeinde Thelkow im Landkreis Rostock in Mecklenburg-Vorpommern. Er entstand zwischen 3500 und 2800 v. Chr. als Megalithanlage der Trichterbecherkultur (TBK). Der Dolmen liegt etwa 1,1 km nordöstlich von Liepen unweit der Recknitz im Feld; rechts von einem Feldweg, der auch zu Liepen 7 und Liepen 8 führt.
Von der etwa fünf Meter langen, 1,4 m hohen, ein wenig trapezoiden etwa 1,5 m breiten Kammer des Großsteingrabes sind die Tragsteine fast bis zur Oberkante in der Hügelschüttung verborgen. Die beiden erhaltenen Decksteine sind teilweise in die Kammer verkippt. Die koaxiale Zugangskonstruktion mit Schwellenstein und der verlagerten 0,75 × 1,25 m großen Verschlussplatte aus Rotsandstein sind erhalten. Die Anlage hat drei Quartiere. Die Diele besteht aus Rollsteinen, geglühtem Feuerstein und Lehmestrich. Der Hügel ist mit Lesesteinen bedeckt. Die archäologische Untersuchung ergab, dass die Anlage durch die Träger der Elb-Havel-Gruppe und der Kugelamphorenkultur nachgenutzt wurde. Neben Holzkohle, menschlichen Knochen (darunter 13 Schädel) und 108 Scherben fanden sich 39 Klingen, 38 Querschneider, 20 Bernsteinperlen (davon sieben doppelaxtförmig), acht Schlagsteine, vier Schmalmeißel, drei Hohlmeißel, drei hohe Töpfe drei Schultergefäße, drei Amphoren, zwei Kugelamphoren, zwei dicknackige Beile, zwei Schüsseln, zwei Näpfe, ein doppelkonisches Gefäß, ein Flachbeil, eine Pfeilspitze sowie ein Stück Bronze.